# 何釴
何釴（1462年—1508年），字廷儀，河南河南府陝州靈寶縣人，軍籍，明朝政治人物。

## 生平
河南鄉試第三十一名舉人，弘治十二年（1499年）中式己未科會試第八十九名，三甲第五十三名進士。授刑部主事，正德三年（1508年）六月壬辰，當天午漏下朝後，御道上遺留一卷匿名文簿，其中語言觸及劉瑾，司禮監傳旨罰令諸司官員皆跪於丹墀認罪，因天氣炎熱，何釴與順天府推官周臣暑暍而亡，中暑暈倒者無數。八年（1513年）十月得到撫恤，復官賜祭。

## 家族
曾祖何欽，府經歷；祖父何茂，贈知州；父何濬，南康府知府。嫡母李氏（封宜人）；生母呂氏。永感下。兄何鈞（戶部左侍郎）、何錝（承事郎）、何銑（貢士）、何鉅（義官）。